# Michel Remaud
Michel Remaud, né le 28 septembre 1940 à Grosbreuil en Vendée et mort le 23 mai 2021 à La Roche-sur-Yon, est un prêtre catholique français, spécialiste du judaïsme et des relations entre judaïsme et christianisme.

## Biographie
Michel Remaud naît en 1940 dans une famille catholique. Il est ordonné prêtre en 1966, puis achève sa licence de théologie en étudiant un an à l'université pontificale grégorienne de Rome. Il obtient une licence en sciences sociales à l'Institut catholique de Paris. Il est membre de la congrégation des Pères de Chavagnes, également nommés Fils de Marie immaculée, ou FMI.
En 1970, il est nommé professeur au Grand séminaire de Bordeaux, et correspondant du comité épiscopal français des relations avec le judaïsme. De 1979 à 1983, il étudie trois ans à Jérusalem. À son retour, il est délégué du Service national pour les relations avec le judaïsme de la Conférence des évêques de France.
En 1986, il repart pour Jérusalem, professeur d'abord au centre Rastibonne chrétien d'études juives de Jérusalem, puis à l'Institut français Albert-Decourtray d'études juives qu'il fonde et dirige de 2001 à 2016.
Il est l'auteur de nombreux ouvrages, articles et conférences sur l'histoire des relations entre juifs et chrétiens, comme sur la vie des communautés chrétiennes aujourd'hui en Israël. En tant que théologien, il étudie plus particulièrement l'exégèse rabbinique et ses liens avec le Nouveau Testament.
En 2010, il est lauréat du prix de l'Amitié judéo-chrétienne de France,. 
Il meurt du coronavirus en 2021,.

## Publications
- Chrétiens devant Israël, Serviteur de Dieu ; Paris, Cerf, 1983 ; réédition : Israël, Serviteur de Dieu, Jérusalem, 1996 ; traduction italienne : Cristiani di fronte a Israele, Brescia, Morcelliana, 1986 ; traduction anglaise : Israel, Servant of God, Londres, New York, T&T Clark, 2003.
- Le Midrash, supplément au Cahier Évangile n° 82 (avec Eliane Ketterer), Cerf, 1992.
- À cause des pères. Le “mérite des pères” dans la tradition juive, Louvain, Peeters, 1997
- Chrétiens et juifs entre le passé et l'avenir (avec Jean Dujardin), Lessius, Bruxelles, 2000, trad. en italien et en roumain
- Le Judaïsme, Éditions Fidélité, coll. « Que penser de », 2003
- L'Église au pied du mur : Juifs et chrétiens, du mépris à la reconnaissance, Bayard, 2007
- Paroles d'Évangile, paroles d'Israël, éd. Parole et Silence, 2012, résumé (site de l'institut Albert-Decourtray)
- Du neuf et de l'ancien (préf. Jean Massonnet), Parole et Silence, 2017  (ISBN 978-2-88-918-946-5)
- Évangile et tradition rabbinique, nouvelle éd. revue et augmentée, Lessius, 2018  (ISBN 978-2-87299-341-3)